# Quần đảo Mentawai

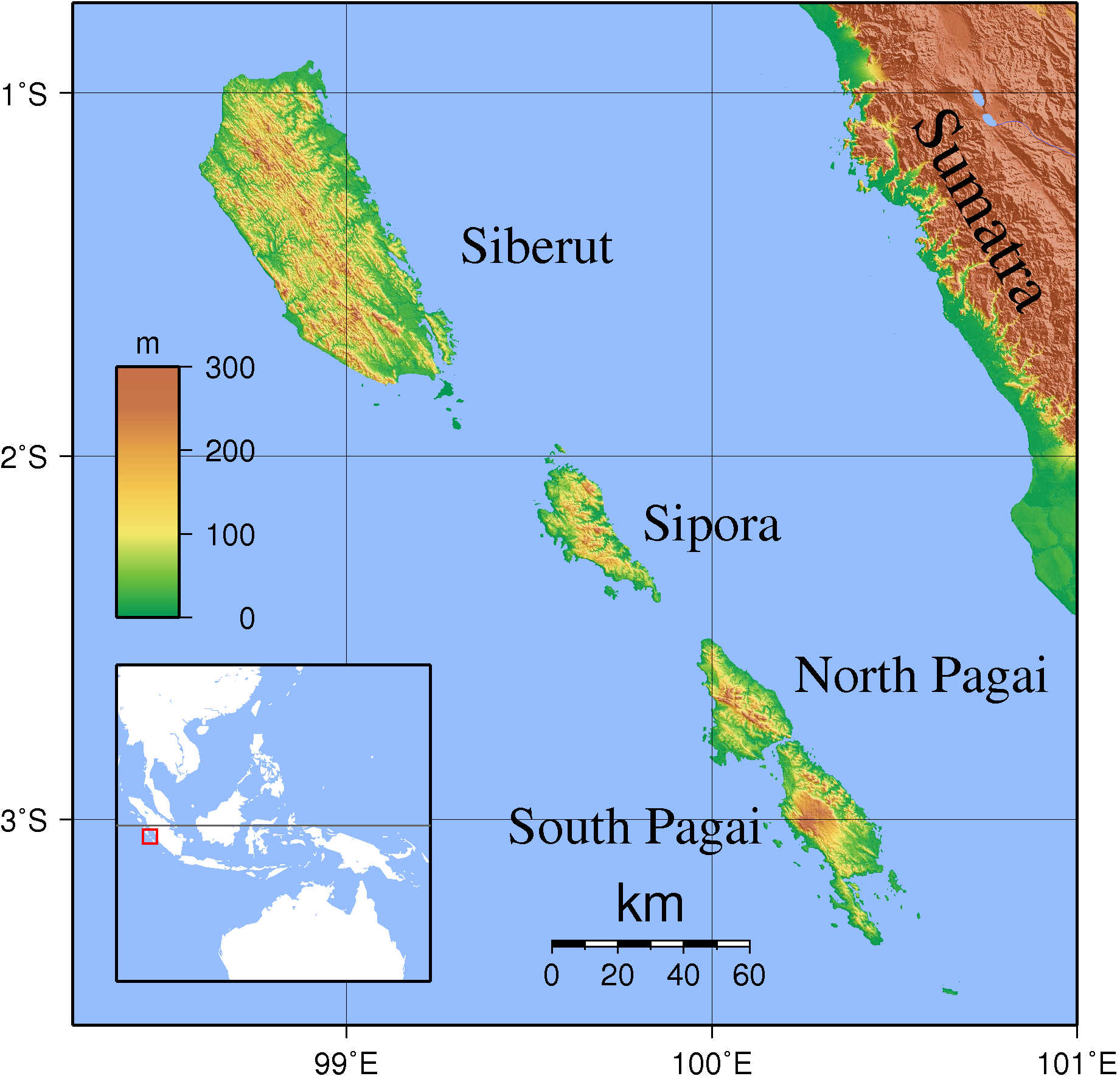

Quần đảo Mentawai là một chuỗi khoảng bảy mươi hòn đảo và đảo nhỏ ngoài khơi bờ biển phía tây của đảo Sumatra ở Indonesia. Siberut (4.030 km ²) là lớn nhất của quần đảo. Các đảo lớn khác là Sipura, Bắc Pagai (Pagai Utara) và Nam Pagai (Pagai Selatan). Những hòn đảo nằm khoảng 150 km ngoài khơi bờ biển Sumatra, qua eo biển Mentawai. Những cư dân bản địa của các đảo là người Mentawai. Quần đảo Mentawai đã trở thành một điểm đến nổi tiếng với môn lướt sóng.